# Huerta de Arriba
Huerta de Arriba ist ein Ort und eine zur bevölkerungsarmen Region der Serranía Celtibérica gehörende Gemeinde (municipio) mit insgesamt nur noch 128 Einwohnern (Stand: 2024) in der nordspanischen Provinz Burgos in der Autonomen Gemeinschaft Kastilien-León.

## Lage und Klima
Der Ort Huerta de Arriba liegt oberhalb des Río Tejero am östlichen Rand der Sierra de la Demanda in einer Höhe von ca. 1205 m im Naturpark Espacio Natural de la Sierra de la Demanda. Die Provinzhauptstadt Burgos ist gut 70 km in nordwestlicher Richtung entfernt. Das Klima ist gemäßigt bis warm; Regen (ca. 550 mm/Jahr) fällt hauptsächlich im Winterhalbjahr.

## Bevölkerungsentwicklung
| Jahr      | 1970 | 1981 | 1991 | 2001 | 2011 | 2021 |
| Einwohner | 350  | 259  | 226  | 187  | 135  | 128  |

## Sehenswürdigkeiten
- Pfarrkirche (Iglesia de San Vitores)
- Einsiedelei Santa Maria
- Einsiedelei San Vitores